# Masłowka (rejon bolszesołdatski)
Masłowka (ros. Масловка) – wieś (ros. деревня, trb. dieriewnia) w zachodniej Rosji, w sielsowiecie lubimowskim rejonu bolszesołdatskiego w obwodzie kurskim.

## Geografia
Miejscowość położona jest 6,5 km od centrum administracyjnego sielsowietu lubimowskiego (Lubimowka), 20,5 km od centrum administracyjnego rejonu (Bolszoje Sołdatskoje), 44 km od Kurska.

## Demografia
W 2010 r. miejscowość zamieszkiwało 11 osób.